# Lomelafloden
Lomelafloden er en flod der løber  i Den Demokratiske Republik Congo. Den er en af de vigtigste bifloder til Busirafloden, som dannes, hvor Lomela møder Tshuapafloden. Busira er så den vigtigste biflod til Rukifloden, som løber ud i Congofloden nord for Mbandaka.

## Beliggenhed
Lomelafloden løber i nordvestlig retning fra Sankuru naturreservat og på tværs af Salonga nationalpark. Busirafloden dannes 29 km vest for Boende, hvor Lomelafloden løbersammer med Tshuapa-floden fra venstre.

## Sejlads
Lomelafloden er sejlbar fra dens sammenløb med Tshuapa op til enden af Lomela, en afstand på 566 km. Den er snoet og smal og løber gennem skovklædte og sumpede områder, der oversvømmes i højvandssæsonerne. Fra  flodens munding til Itoko, en afstand på 236 km, er den hele året sejlbar. I højvandsperioder kan det tage 350 tons pramme, og i lavvandsperioder kan det tage 150-250 tons pramme i denne del. Fra Itoko til Lomami, en strækning på 462 km fra dens udmunding gør de klippefyldte bredder og smalle sejlbare kanaler navigation farlig. Fra Lomami op til Lomela er floden kun åben for sejlads fra begyndelsen af juni til begyndelsen af september, og kun for 25 tons pramme. Nogle steder er kanalerne mindre end 25 meter brede og en halv meter dybt.

## Miljø
Lomela løber gennem hjertet af den centrale lavning af Congo-bassinet. Nedbøren er i gennemsnit 2.000 mm årligt uden tørsæson. Lomela bugter sig gennem et 88.000 hektar stort område med permanent sumpskov fra 20°35'Ø til 21°30'E og gennem et 46.500 hektar stort   område med sumpskov mellem 21°E220'18'E. En del af floden er beskyttet af Salonga nationalpark.